# Stephen Hales
Stephen Hales (Bekesbourne, 17 september 1677 - Teddington, 4 januari 1761) was een Engels fysioloog, chemicus, botanicus en uitvinder.

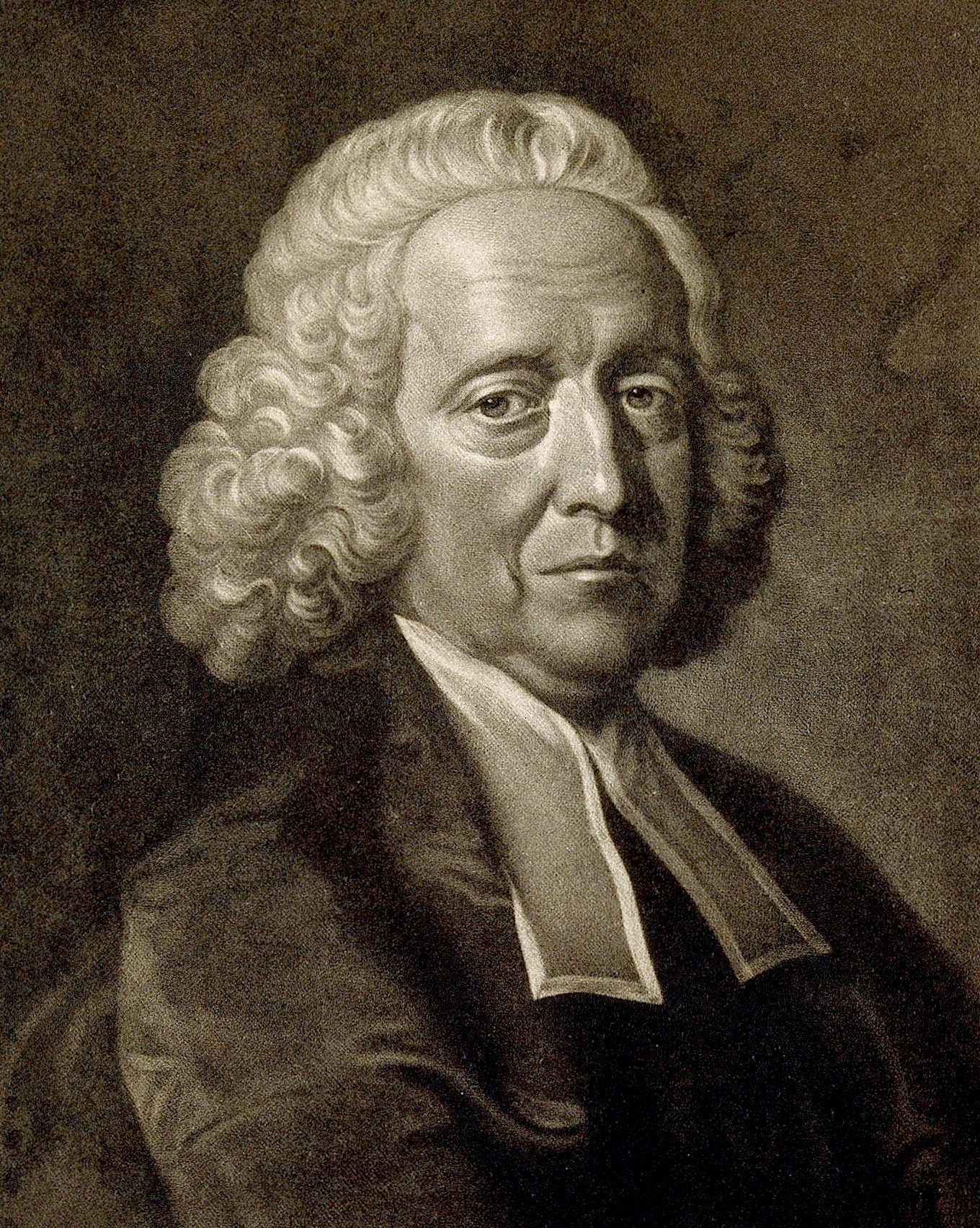
Stephen Hales

Hales bestudeerde de rol van lucht en water in het voortbestaan van planten en dieren. Hij gaf een nauwgezette beschrijving van de beweging van water in planten en demonstreerde dat planten lucht absorbeerden. Hij ontdekte de gevaren van het inademen van onzuivere lucht en was de uitvinder van een ventilator, die de leefomstandigheden verbeterde op schepen, ziekenhuizen en in gevangenissen. 

## Biografie

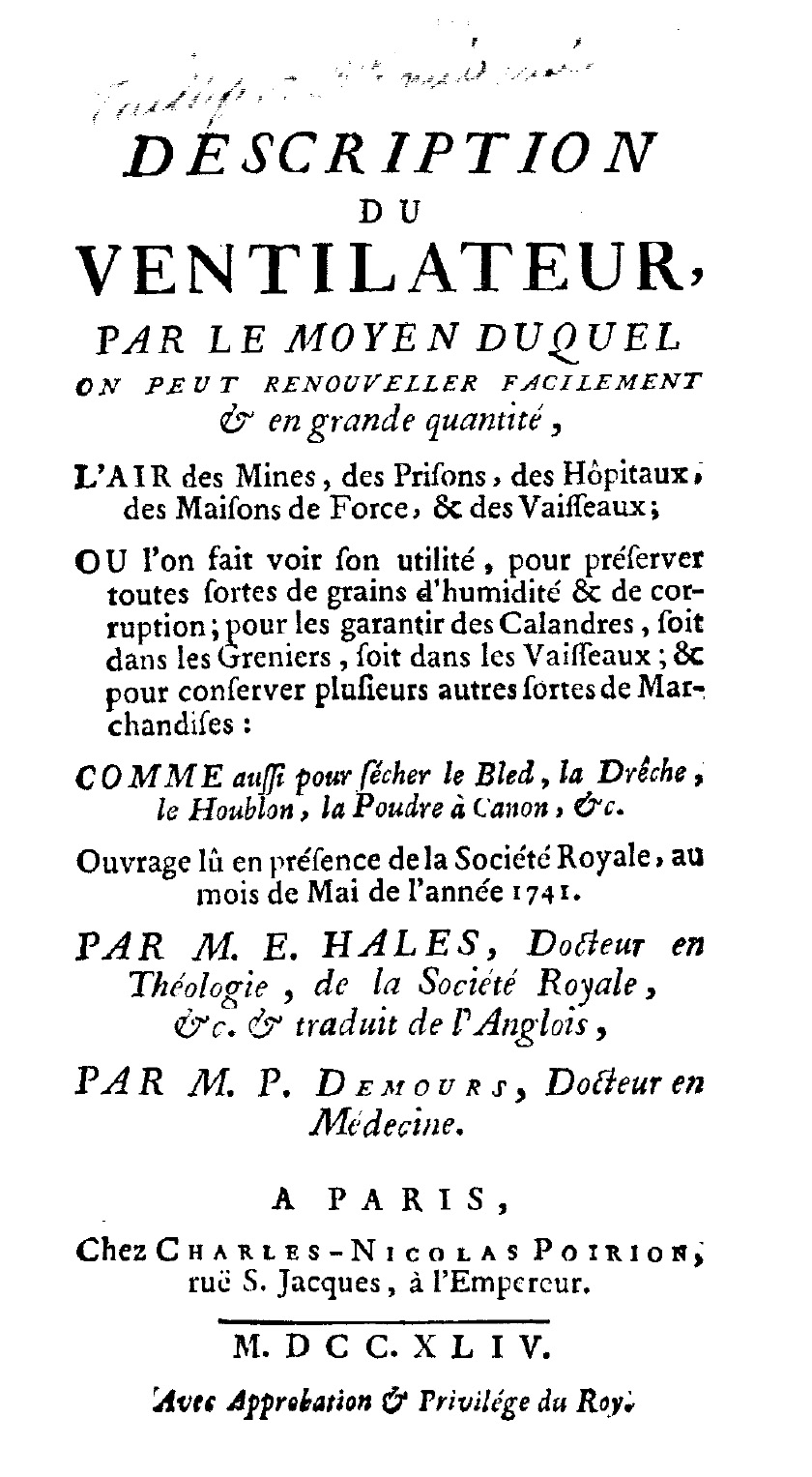
Description du ventilateur (Description of ventilators), 1744

Hales werd geboren in Bekesbourne in Kent. In juni 1696 liet hij zich inschrijven als gunsteling aan het Corpus Christi College, Cambridge, met als doel om gewijd te worden en in februari 1703 werd hij ingewijd. In 1708 werd Hales opgenomen in het eeuwigdurend priesterschap van Teddington in Middlesex, waar hij zijn hele leven verbleef ondanks het feit dat hij nadien werd aangesteld tot rector van Porlock in Somerset, en later van Faringdon in Hampshire. In 1717 werd hij gekozen tot lid van het bestuur van de Royal Society, die hem in 1739 de Copley Medal toekende. In 1732 werd hij genoemd als lid van het comité voor vestiging van een kolonie in Georgia in de Verenigde Staten en het volgende jaar ontving hij de graad van doctor in de theologie aan University of Oxford. Hij werd in 1750 aangesteld tot aalmoezenier voor de prinses douairière van Wales, Augusta van Saksen-Gotha. Na de dood van Sir Hans Sloane in 1753, werd Hales gekozen tot buitenlands associé van de Académie des sciences.

## Prestaties
Bekend als pionier van de experimentele fysiologie toonde Hales, dat diverse reflexen in het lichaam rechtstreeks te maken hadden met de ruggengraat.
Hales is het meest bekend om zijn Statical Essays. Het eerste deel, Vegetable Staticks uit 1727, omvat een hoeveelheid van uitgebreide experimenten in plantfysiologie – het verlies van vocht in planten door verdamping, de groeisnelheid van scheuten en bladeren en de variaties in wortelkracht  op verschillende tijden van de dag. Het tweede deel uit 1733 over Haemastaticks, omvat experimenten met de bloeddruk bij diverse dieren, de stromingssnelheid en de capaciteit van de verschillende bloedvaten.  Hales is de ontdekker van de bloeddruk bij mens en dier.
Hales bestudeerde nierstenen en stenen verwijderd uit de blaas en gaf suggesties voor oplosmiddelen die deze stenen konden reduceren zodat een chirurgische ingreep overbodig kon worden. Hij was ook de uitvinder van de chirurgietang.
In zijn zoektocht naar een remedie tegen tyfus vond hij in de jaren 1740 de ventilator uit, een machine om verse lucht te pompen in gesloten ruimtes. Om praktische uitvindingen meer systematisch aan te pakken, richtte hij in 1754 met enkele anderen de Royal Society for the encouragement of Arts, Manufactures & Commerce op.
- Bibsys: 1002175
- Biblioteca Nacional de España: XX1664565
- Bibliothèque nationale de France: cb12182498d (data)
- CiNii: DA02993681
- Gemeinsame Normdatei: 100157483
- International Standard Name Identifier: 0000 0000 8339 5554
- Library of Congress Control Number: n80149523
- Nationale Bibliotheek van Tsjechië: nlk20000087908
- Nationale bibliotheek van Australië: 35162619
- Nationale Bibliotheek van Israël: 987007262354005171
- Nationale Bibliotheek van Polen: a0000003636185
- Nederlandse Thesaurus van Auteursnamen: 070531706
- Réseau des bibliothèques de Suisse occidentale: 02-A003341914
- Istituto Centrale per il Catalogo Unico: UBOV526686
- LIBRIS: 278727
- SNAC: w6184fjz
- Système universitaire de documentation: 030404223
- Trove: 847492
- Virtual International Authority File: 17266522
- WorldCat: E39PBJjdbRF8mkcgC68rmwYpT3